# Varde
Varde è un centro abitato della Danimarca situato nella regione della Danimarca Meridionale. È capoluogo del comune omonimo.

## Geografia
La cittadina è situata nell'entroterra dello Jutland sulle rive del fiume Varde circa 17 km a nord di Esbjerg. Il percorso del fiume disegna una valle situata a soli 2 metri sopra il livello del mare e soggetta a inondazioni. Il centro abitato si trova ad un'altitudine leggermente superiore.
Il centro storico della cittadina si trova a nord del fiume, nella parte occidentale del centro si trova la vasta piazza del mercato che si sviluppa intorno alla chiesa di San Giacomo il cui nucleo più antico risale probabilmente al XII secolo.